# Johann Wachter (Politiker, 1884)
Johann Wachter (* 26. März 1884 in Schaan; † 12. August 1959 ebenda) war ein liechtensteinischer Politiker (VU).

## Biografie
Johann Wachter war der Sohn von Johann Valentin Wachter und dessen Frau Maria Aloisia (geborene Falk). Er war Bürger der Gemeinde Schaan und arbeitete als Schreiner und Landwirt.
Von 1924 bis 1958 war er Kassier der Liechtensteinischen Krankenkasse. Von 1929 bis 1951 fungierte er als Geschäftsführer des Liechtensteinischen Bauernverbands. Von 1927 bis 1936 sowie erneut von 1940 bis 1948 gehörte er dem Gemeinderat von Schaan an. Für die Vaterländische Union sass er mehrere Jahre im Landtag des Fürstentums Liechtenstein zuerst von 1939 bis 1945 als stellvertretender Abgeordneter, von 1945 bis 1953 als Abgeordneter und schliesslich 1953 erneut als stellvertretender Abgeordneter.
1912 heiratete er Johanna Josefa Wachter. Aus der Ehe gingen neun Kinder hervor.